# Hakol Ze Letova
Hakol Ze Letova é o oitavo álbum de estúdio da cantora israelense Dana International, lançado pela Hed Arzi Music no dia 15 de Agosto de 2007.

## Informações sobre o álbum
Dana voltou em Março de 2007 com o seu novo single "Hakol Ze Letova", ela assinou com a gravadora Hed Arzi Music e o seu site oficial sofreu uma completa reformulação com novas fotos promocionais e muitas outras coisas, juntamente com o sucesso do site o álbum também foi um sucesso, logo depois que ele lançou a música "Hakol Ze Letova", Dana fez várias apresentações ao vivo. "Hakol Ze Letova" recebeu um airplay admirável, o seu próximo single "Love Boy", foi um grande sucesso do verão. Lançado em Junho de 2007, "Love Boy", rapidamente atingiu o topo das paradas e o videoclipe da música foi lançado logo depois. Em Junho de 2007, foi anunciado que "Love Boy" havia quebrado um recorde na rádio israelense.
O álbum inclui cinco singles lançados, "Hakol Ze Letova", "Love Boy", "At Muchana", "Seret Hodi" música que teve a participação do cantor Idan Yaniv e "Yom Huledet". O álbum também incluí duas músicas remix como faixa bônus e dois videoclipes, um para a música "Love Boy" e um para a música "Lola".

## Faixas
| Edição padrão |                               |         |  |
| N.º           | Título                        | Duração |  |
| 1.            | "Hakol Ze Letova"             | 3:51    |  |
| 2.            | "Yom Huledet"                 | 3:55    |  |
| 3.            | "Bereshit"                    | 3:42    |  |
| 4.            | "Lo Ma'amina"                 | 3:18    |  |
| 5.            | "Yalla Balagan"               | 3:45    |  |
| 6.            | "Seret Hodi" (com Idan Yaniv) | 3:19    |  |
| 7.            | "Love Boy"                    | 3:32    |  |
| 8.            | "At Muchana"                  | 4:10    |  |
| 9.            | "Eifo Halev?"                 | 4:26    |  |
| 10.           | "Ata Memagnet Oti"            | 3:09    |  |
| 11.           | "Yom Aher"                    | 4:06    |  |
| 12.           | "Behoravot Ha'ahava"          | 4:24    |  |

| Faixa bônus |                                                   |         |  |
| N.º         | Título                                            | Duração |  |
| 13.         | "Hakol Ze Letova" (Ziv Goland & Dani Tuval Remix) | 7:35    |  |
| 14.         | "Love Boy" (Eli Abramov & Ziv Goland Remix)       | 7:00    |  |

| Faixa bônus |                         |         |  |
| N.º         | Título                  | Duração |  |
| 15.         | "Lola" (Videoclipe)     | 7:35    |  |
| 16.         | "Love Boy" (Videoclipe) | 3:23    |  |